# Kutonen (Fußball)
Kutonen oder VI divisioona ist seit 2024 die achthöchste Spielklasse im finnischen Fußball für Männer. Die Spielklasse wurde 1973 gegründet und ist seit Mitte der 1990er Jahre v. a. unter dem Namen Kutonen bekannt und war bis 2023 die siebthöchste Spielklasse. Sie wird unter Leitung des Finnischen Fußballverbands ausgerichtet. In der Spielklasse treten 219 Mannschaften an und spielen um den Aufstieg in die siebthöchste Spielklasse Vitonen. Man kann aus der Kutonen nicht absteigen. Die untergeordnete, neunthöchste, Spielklasse Seiska ist die niedrigste im finnischen Fußball; sie hat weder Auf- noch Absteiger.

## Sonstiges
Der auslandsdeutsche Fußballverein FC Germania Helsinki ist Mitglied im Finnischen Fußballverband seit 2017. In der Saison 2020 trat der Verein erstmals mit einer Mannschaft in der Kutonen an und stieg direkt in die Vitonen auf. Die zweite Mannschaft FC Germania/Akademie spielt seit 2021 in der Kutonen.